# Lixhausen
Lixhausen település Franciaországban, Bas-Rhin megyében. Lakosainak száma 363 fő (2022. január 1.). Lixhausen Alteckendorf, Bossendorf, Ettendorf, Issenhausen, Ringendorf, Wickersheim-Wilshausen és Geiswiller-Zœbersdorf községekkel határos.

## Népesség
A település népességének változása:
| Lakosok száma | 360  | 369  | 375  | 380  | 387  | 390  | 381  | 372  | 363  |
|               | 2013 | 2015 | 2016 | 2017 | 2018 | 2019 | 2020 | 2021 | 2022 |